# Esthlodora
Esthlodora is een geslacht van vlinders van de familie spinneruilen (Erebidae), uit de onderfamilie Hypeninae.

## Soorten
- E. acosmopa Turner, 1944
- E. pygmaea Lower
- E. versicolor Turner